# Weilbach, Ried im Innkreis
Weilbach là một đô thị thuộc huyện Ried im Innkreis thuộc bang Oberösterreich, Áo. Đô thị Weilbach, Ried im Innkreis có diện tích 13kilômét vuông, dân số thời điểm năm 2006 là 628 người.